# Elina Marlene Sousa Fraga
Elina Marlene Sousa Fraga (24 de Junho de 1970) é uma advogada e política portuguesa. Foi Bastonária da Ordem dos Advogados entre 2014 e 2016.
Na política, já passou por partidos como o CDS e o PSD, onde chegou a vice-presidente do partido.
Licenciou-se pela Universidade de Coimbra em 1995.
Foi a segunda mulher a exercer o cargo de Bastonária da Ordem dos Advogados, depois de Maria de Jesus de Brito Lamas Moreira Serra Lopes, que exerceu o mandato de 1990 a 1992.
Em 2014 foi agraciada com a “Medalha de Mérito ao Serviço da Advocacia”, pela Ordem dos Advogados de Espanha.